# Lestrimelitta glaberrima
Lestrimelitta glaberrima là một loài Hymenoptera trong họ Apidae. Loài này được Oliveira & Marchi mô tả khoa học năm 2005.